# Resolució de profunditat estereoscòpica
La resolució de profunditat estereoscòpica especifica com es codifica la profunditat d'un objecte tridimensional en una reconstrucció estereoscòpica. Necessita atenció per assegurar una representació realista de la tridimensionalitat de les escenes visualitzades i és una instància específica de la tasca més general de la representació 3D d'objectes en pantalles bidimensionals.

## Profunditat en estereogrames
Un estereograma consisteix en un parell de marcs bidimensionals, un per a cada ull. Comú als dos són els amples i les altures dels objectes; la seva profunditat es codifica en les diferències entre les vistes oculars dreta i esquerra. La relació geomètrica entre la tercera dimensió d'un objecte i aquestes diferències de posició es presenta a continuació i depèn de la ubicació de les lents d'estèreo i els ulls de l'observador. Altres factors, però, contribueixen a la profunditat observada en una visió estereoscòpica i si correspon a això en l'objecte real; l'acte de visualitzar una pantalla estereoscòpica sovint altera la percepció tridimensional dels observadors.

## Reconstrucció estereoscòpica
Els panells dels ulls dret i esquerre en una reconstrucció estereoscòpica són creats per projecció des dels principals punts de la càmera de gravació bessona. La situació geomètrica s'entén més clarament analitzant com es generen les pantalles quan un petit element cúbic de longitud lateral dx = dy = dz es fotografia des d'una distància z amb una càmera doble les lents es distingeixen entre si.

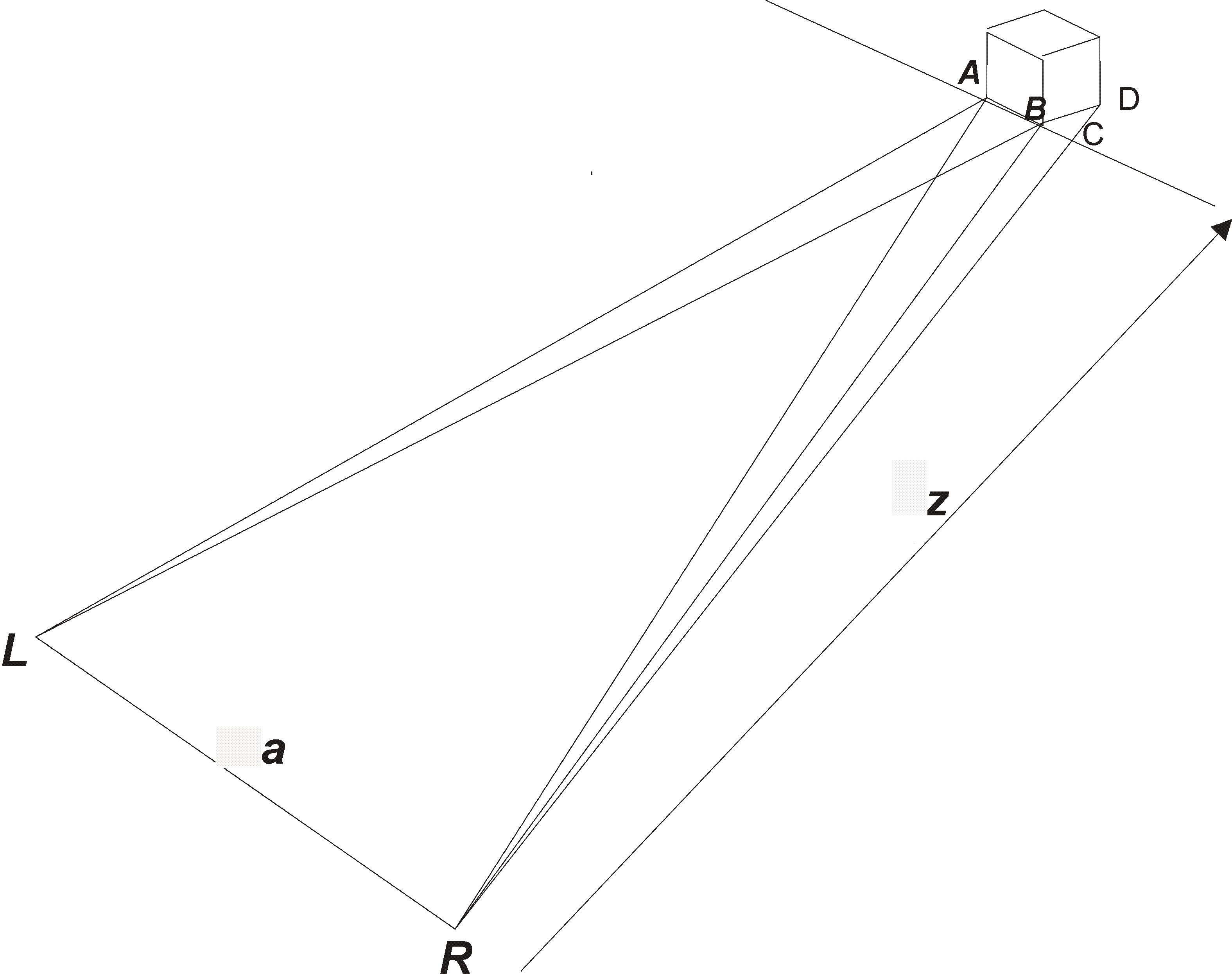
Geometria de vista de pantalla d'un cub petit a certa distància z capturat per una càmera de bessó amb separació a. Les imatges Les imatges de l'ull dret i esquerre es mostren superposades.

En el panell de l'ull esquerre de l'estereograma, la distància AB és la representació de la cara frontal del cub, en el panell d'ull dret, hi ha a més BC, la representació de la profunditat del cub, és a dir, la intercepció a la pantalla del els raigs dels punts principals de les càmeres a la part posterior del cub. Aquest interval calcula el primer ordre dz × a / z. (Per simplificar el compte, es triguen a superposar les pantalles dreta i esquerra, ja que estarien en una pantalla 3D amb ulleres de LCD.) D'aquí la relació profunditat / ample de la vista del cub, tal com figura en la seva representació a la pantalla de visualització, és r = a × dz / z × dx = a / z, ja que dx = dz i depèn únicament de la distància del blanc de les lents bessones i de la seva separació i es manté constant amb canvis d'escala o ampliació. La proporció de profunditat / amplada de l'objecte real, és clar, és de 1,00.
Aquest estereograma amb el cub, la proporció de profunditat / ample ha estat capturada amb els paràmetres d'enregistrament ac i zc i encarnats en la relació BC/AB = rc=ac/zc, ara l'observa un observador amb separació interocular oa a una distància zo. No importa el canvi d'escala global a BC / AB, però tret que sigui ro = rc, és a dir, ao / zo = ac / zc. això ja no representa un cub, sinó que es converteix, per a aquest observador a aquesta distància, en una configuració per la qual:
```
R
 = rc/ro ...... (1)
```

És a dir, la profunditat de la qual és R és la del cub.

## Interpretació de profunditat definida

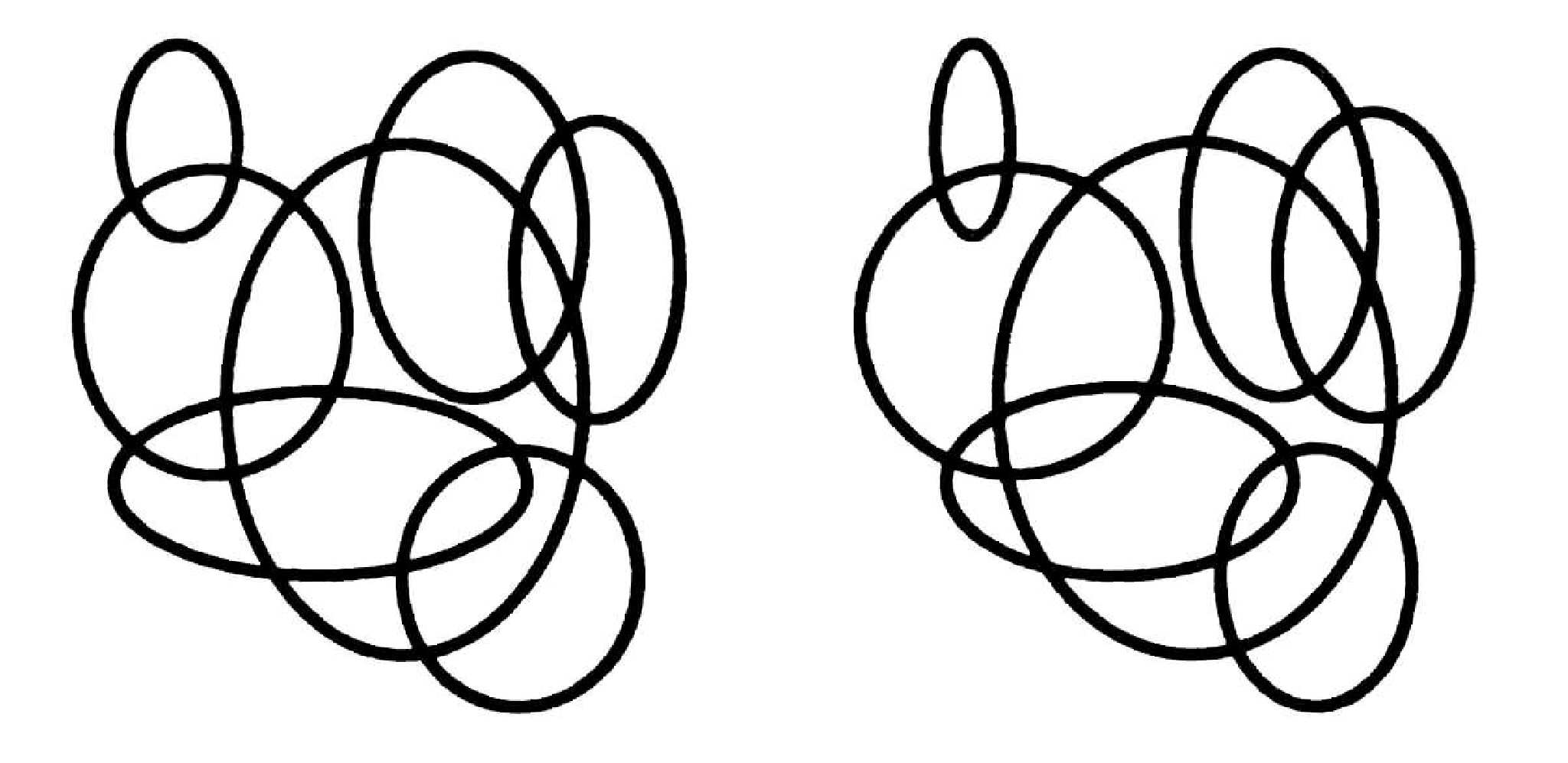
Un estereograma d'anells entrellaçats. Quan es fusiona per un observador, percep augments de profunditat si es mira a distància.

La interpretació de profunditat estereoscòpica r és una mesura de l'aplanament o expansió en profunditat per a una situació de visualització i és igual a la relació dels angles de profunditat i amplada subtendits a l'ull en la reconstrucció d'un petit element cúbic estereograma. Un valor r> 1 diu que el que es veu té una profunditat expandida respecte a la configuració real.
Un exemple numèric il·lustrarà: una estructura es fotografia per una estereocàmera amb separació interlensal ac = 25 cm d'una distància d'1 m, zc = 100. D'aquí rc = ac / zc = 0.25 i en les pantalles la representació dreta i esquerra de la del límit superior del cub estarà separat per ¼ la distància de l'ample. Aquest estereograma es veu ara des d'una distància de 39 cm (l'augment no importa, només s'ha de conservar la relació BC / AB) per un observador amb una distància interocular de 6,5 cm, és a dir, ro = 6.5 / 39 = 0.167. Segons l'equació (1), per a aquesta visió, l'estructura té una interpretació estereoscòpica de profunditat donada per R = rc / ro = 0.25 / 0.167 = 1.5, el que significa que l'observador es presenta amb la situació geomètrica no d'un cub, sinó d'una estructura de 1,5 × tan profund com àmplia. Perquè això es converteixi en un cub, cal ser de 0,25 que es produeix per a una distància d'observació zo = 6.5 / 0.25 = 26 cm.
Aquest exemple il·lustra que una presentació estereoscòpica determinada per a un observador donat augmenta en profunditat / amplada (augmenta en profunditat) amb una distància d'observació creixent. Els observadors, que poden fusionar les imatges bessones dels anells canvien voluntàriament la seva convergència, poden verificar-ho allunyant-se i cap a la pantalla de visualització.

## Representació homeomòrfica i heteromòrfica
Només quan les situacions d'enregistrament i visualització tenen el mateix valor r, és a dir, només quan ac / zc = ao / zo les proporcions de profunditat / amplada de l'estructura real i la seva visió seran idèntiques. Aquesta particular condició ha estat denominada homeomòrfica per Moritz von Rohr i ha estat contrastada per ell amb l'heteromòrfic en què es diferencien els valors r de les vistes estereoscópicas i reals.

## Profunditat no verídica: altres factors
Però la interpretació homeomòrfica amb paràmetres geomètrics idèntics a l'original no garanteix que la percepció de profunditat d'un observador en una imatge estereoscòpica sigui la mateixa que en l'estructura tridimensional real. Un judici d'observador de la disposició aparent d'objectes a l'espai depèn de molts factors diferents dels geomètrics que pertanyen als angles subtendits pels components en els dos ulls. Això va ser ben descrit en l'estudi clàssic de Wallach i Zuckerman que va assenyalar que la profunditat de la vista a través dels binoculars sembla que s'escorça. Les escenes apareixen aplanades a través d'ulleres de camp, fins i tot no prismàtiques sense extensió artificial de la base, que només proporcionen una ampliació global i deixen el valor r sense canvis.
A diferència de les regles que es detallen anteriorment, per calcular la interpretació estereoscòpica de profunditat definida geomètricament, la profunditat percebuda implica factors - context, experiència prèvia - que són individuals i no són especificables amb el mateix grau de generalitat. Cap d'ells és la distància a la qual apareix la configuració de l'espectador. Això no és de cap manera fix: el subjectiu z només està vagament relacionat amb la distància real de l'objecte, com és evident a l'observar pel·lícules en 3D. Atès que la distància aparent és la font principal de jutjar la mida de l'objecte (mida o constància subjectiva), els informes dels observadors sobre la profunditat/ amplada percebuda poden desviar-se substancialment dels valors calculats. D'altra banda,  investigacions recents confirmen que les profunditats relatives observades en les configuracions tridimensionals augmenten més o menys proporcionalment a la interpretació estereoscòpica de profunditat arribada dins del marc purament geomètric.t rendition va arribar a dins del marc purament geomètric.